# Höfles (Kronach)
Höfles ist ein Gemeindeteil der Kreisstadt Kronach im oberfränkischen Landkreis Kronach in Bayern.

## Geographie
Das Kirchdorf liegt an der Rodach. Die Bundesstraße 173/303 verläuft über Ruppen nach Kronach (2,6 km westlich) bzw. nach Unterrodach (2,3 km nordöstlich). Gemeindeverbindungsstraßen führen nach Vogtendorf (0,6 km westlich) und nach Fischbach (1,8 km südöstlich) jeweils zur Kreisstraße KC 12.

## Geschichte
Die Erstnennung war im Jahr 1323 im Bamberger Urbar als „höfleins“.
Gegen Ende des 18. Jahrhunderts bestand Höfles aus 27 Anwesen. Das Hochgericht übte das bambergische Centamt Kronach aus. Die Dorf- und Gemeindeherrschaft hatte das Vogteiamt Kronach. Grundherren waren die Stadt Kronach (1 Zinshof, 3 Tropfsölden, 1 Mahlmühle, 1 Schneidmühle), das Gotteshaus Kronach (1 Zinshof), das Spital Kronach (1 Zinshof), das Kastenamt Kronach (7 Tropfsölden, 1 halbe Tropfsölde, 2 Tropfhäuser, 3 Häuser, 3 halbe Häuser), die Engelmessstiftung Kronach (1 Gütlein) und das Rittergut Unterlangenstadt-Burkersdorf (2 Halbhöfe). Außerdem gab es ein Gemeindehirtenhaus und ein Schulhaus.
Höfles kam durch den Reichsdeputationshauptschluss im Jahr 1803 zum Kurfürstentum Bayern. Mit dem Ersten Gemeindeedikt wurde Höfles dem 1808 gebildeten Steuerdistrikt Unterrodach zugewiesen. Infolge des Zweiten Gemeindeedikts im Jahr 1818 entstand die Ruralgemeinde Höfles, zu der Ruppen gehörte. Sie war in Verwaltung und Gerichtsbarkeit dem Landgericht Kronach zugeordnet und in der Finanzverwaltung dem Rentamt Kronach, 1919 in Finanzamt Kronach umbenannt. Ab 1862 gehörte Höfles zum Bezirksamt Kronach, 1939 in Landkreis Kronach umbenannt. Die Gerichtsbarkeit blieb beim Landgericht Kronach, 1879 in das Amtsgericht Kronach umgewandelt. Die Gemeinde hatte eine Fläche von 1,665 km².
Ab 1900 war der Ort mit dem Haltepunkt Höfles an der Bahnstrecke Kronach–Nordhalben an das deutsche Eisenbahnnetz angeschlossen, der Personenverkehr wurde 1976 eingestellt und die Strecke 2005 abgebaut.
Im Zuge der Gebietsreform in Bayern wurde die Gemeinde Höfles am 1. Januar 1975 in Kronach eingegliedert.

### Baudenkmäler
In Höfles gibt es 8 Baudenkmäler:
- Höfles 17: Schulhaus
- Höfles 36: Bauernhof
- Höfleser Mühle 1: Wohnhaus
- Höfleser Mühle 3: Wohnstallhaus
- Höfleser Mühle 4: Wohnhaus
- Ein Bildstock und zwei Bildstockaufsätze

Die folgenden Häuser listete Tilmann Breuer in dem Buch Landkreis Kronach von 1964 mit ihren ursprünglichen Hausnummern als Kunstdenkmäler auf. Sie sind in der Denkmalschutzliste nicht aufgeführt, da sie entweder nicht aufgenommen, abgerissen oder stark verändert wurden.
- Haus Nr. 07: Eingeschossiger Bau mit zur Hälfte abgewalmtem Mansarddach, angeblich 1807 errichtet. Die Umfassungsmauern sind aus Sandsteinquadern.[9]
- Haus Nr. 13: Zweigeschossiger, ehemals eingeschossiger Putzbau; der Scheitelstein der Haustür ist mit „PE 1843“ bezeichnet (Peter Eberth).[9]
- Haus Nr. 20 und 20a: Zweigeschossiger, verputzter Walmdachbau, der Scheitelstein der einen Haustür ist mit „1838“, der der anderen mit „AR“ bezeichnet.[9]
- Haus Nr. 24: Zweigeschossiger Wohnstallbau mit Walmdach, das Erdgeschoss besteht aus Sandsteinquadern, der Scheitelstein der Wohnungstür ist mit „JS 1812“ bezeichnet. Das Obergeschoss wurde massiv erneuert.[9]
- Haus Nr. 34: Beim Neubau von 1933 wurde ein Türsturz mit der Bezeichnung „1812“ wiederverwendet.[9]

### Einwohnerentwicklung

#### Gemeinde Höfles
| Jahr      | 1840   | 1852   | 1855   | 1861   | 1867   | 1871   | 1875   | 1880   | 1885   | 1890   | 1895   | 1900   | 1905   | 1910   | 1919   | 1925   | 1933   | 1939   | 1946   | 1950   | 1952   | 1961  | 1970   |
| Einwohner | 256    | 304    | 281    | 314    | 313    | 318    | 300    | 305    | 281    | 287    | 281    | 315    | 339    | 348    | 374    | 396    | 375    | 348    | 445    | 490    | 491    | 443   | 419    |
| Häuser    |        |        |        |        |        | 50     |        |        | 48     | 48     |        | 45     |        |        |        | 64     |        |        |        | 77     |        | 93    |        |
| Quelle    | [ 11 ] | [ 11 ] | [ 11 ] | [ 12 ] | [ 13 ] | [ 14 ] | [ 15 ] | [ 16 ] | [ 17 ] | [ 18 ] | [ 11 ] | [ 19 ] | [ 11 ] | [ 20 ] | [ 11 ] | [ 21 ] | [ 11 ] | [ 11 ] | [ 11 ] | [ 22 ] | [ 11 ] | [ 7 ] | [ 23 ] |

#### Ort Höfles
| Jahr      | 001818 | 001861 | 001871 | 001885 | 001900 | 001925 | 001950 | 001961 | 001970 | 001987 |
| Einwohner | 213    | 301    | 318 *  | 281 *  | 294    | 314    | 344    | 285    | 262    | 223    |
| Häuser    | 28     |        |        | 48 *   | 42     | 52     | 53     | 61     |        | 71     |
| Quelle    | [ 6 ]  | [ 12 ] | [ 14 ] | [ 17 ] | [ 19 ] | [ 21 ] | [ 22 ] | [ 7 ]  | [ 23 ] | [ 1 ]  |

### Wappen
Blasonierung: In Rot schräg gekreuzt zwei wachsende goldene Ähren, überdeckt von einem silbernen Floßanker.

## Religion
Der Ort war gemischt konfessionell. Die Katholiken sind nach St. Johannes der Täufer in Kronach gepfarrt, die Protestanten waren ursprünglich nach St. Jakobus in Fischbach gepfarrt. Mittlerweile gehört der Ort zur evangelischen Kirchengemeinde St. Michael in Unterrodach.
Die katholische Kirche St. Marien in Höfles wurde 1952 errichtet. Zur Filialgemeinde gehören neben Höfles die Orte Fischbach, Ruppen, Vogtendorf, Wötzelsdorf sowie Unterrodach.

## Persönlichkeiten
- Hedwig Schardt (1924–2004), Politikerin